# Мозолевка (Ивано-Франковская область)
Мозолевка (укр. Мозолівка) — село в Пасечнянской сельской общине Надворнянского района Ивано-Франковской области Украины.
Население по переписи 2001 года составляло 972 человека. Занимает площадь 10.12 км². Почтовый индекс — 78431. Телефонный код — 03475.